# Estádio Francisco Vasques
Estádio Francisco Vasques – stadion w Belém, Pará, Brazylia, na którym swoje mecze rozgrywają kluby Tuna Luso Brasileira i Clube Municipal Ananindeua.